# 卡累利阿联合政府
卡累利阿聯合政府（卡累利阿語：Karjalan keskushallitšus）是1920-1923年間，由东卡累利阿共和国與南卡累利阿奥洛涅茨政府合併組建的一個短暫政治實體。

## 歷史
1920年12月20日，流亡於芬蘭的東卡累利阿共和國政府與南卡累利阿奥洛涅茨政府宣布合併，組建卡累利阿聯合政府。同月31日，芬蘭向俄羅斯蘇維埃社會主義共和國割讓了里波拉與波拉亞維地區。

次年4月21日，東卡累利阿共和國宣布獨立。1921年10月至1922年2月間，在聯合政府支持下，卡累利亞軍隊從芬蘭領土向东卡累利阿進發。
1922年12月至次年2月，東卡累利阿被蘇聯佔領。同年晚些時候，卡累利阿聯合政府宣布解散。

## 引用
1. ↑  Smele, Jonathan D. . Rowman & Littlefield. 2015-11-19  [2024-04-12]. ISBN 978-1-4422-5281-3. （原始内容存档于2023-05-07） （英语）.